# شون هيل (لاعب هوكي الجليد)
شون هيل (بالإنجليزية: Sean Hill)‏ هو لاعب هوكي الجليد أمريكي، ولد في 14 فبراير 1970 في دولوث في الولايات المتحدة.

## وصلات خارجية
- شون هيل على موقع دوري الهوكي الوطني (الإنجليزية)
- شون هيل على موقع EliteProspects.com (الإنجليزية)
- شون هيل على موقع Eurohockey.com (الإنجليزية)
- شون هيل على موقع HockeyDB.com (الإنجليزية)
- شون هيل على موقع Hockey-Reference.com (الإنجليزية)
- شون هيل على موقع أوليمبيديا (الإنجليزية)